# Orsima constricta
Orsima constricta là một loài nhện trong họ Salticidae.
Loài này thuộc chi Orsima. Orsima constricta được Eugène Simon miêu tả năm 1901.